# アイアイのうた〜僕とキミと僕等の日々〜
『アイアイのうた〜僕とキミと僕等の日々〜』（アイアイのうた ぼくとキミとぼくらのひび）は、C&Kの7枚目のシングル。発売元はユニバーサルミュージック。

## 概要
- 前作『王様ゲーム』から約4ヶ月振りのシングル。
- 初回限定盤には、「アイアイのうた〜僕とキミと僕等の日々〜」のPVと特典映像「密着11月28日!!!裏MUSIC VIDEO付」を収録したDVDを付属。

## 収録曲

### 初回盤
CD
1. アイアイのうた〜僕とキミと僕等の日々〜(動画)
日本テレビ系列『ハッピーMusic』2月度オープニングテーマ
2. 交差点
3. Kurimoto Piano Recital 〜C&K Ballade Medley〜
4. アイアイのうた〜僕とキミと僕等の日々〜 (Instrumental)

DVD
1. アイアイのうた〜僕とキミと僕等の日々〜 MUSIC VIDEO
2. 密着11月28日!!!裏MUSIC VIDEO付

### 通常盤
1. アイアイのうた〜僕とキミと僕等の日々〜
2. 交差点 (Reggae version)
3. サヨナラ
4. アイアイのうた〜僕とキミと僕等の日々〜 (Instrumental)